# Менемен (страва)
Менемен (тур. Menemen) — традиційна турецька страва, яка включає яйця, помідор, зелений перець та спеції, такі як мелений чорний та червоний перець, приготовані на оливковій або соняшниковій олії. Білий сир і ковбасні вироби, такі як суджук або бастурма, також можуть бути додані. Менемен можна робити з цибулею, але додавання цибулі часто обговорюється і частіше зустрічається, коли менемен їдять як основну страву, а не за сніданком. Страва схожа на шакшуку.
Менемен зазвичай їдять на сніданок і подають з хлібом.
Страва отримала назву за регіоном походження у провінції Ізмір.

## Приготування
Помідори слід дрібно нарізати кубиками або натерти на тертці. Натерті і нарізані кубиками помідори також можна змішувати разом, в залежності від бажаної текстури. Якщо цибуля використовується, їх слід додати в сковороду разом з зеленим перцем чилі і обсмажити на нагрітій олії. Можна додати алеппський перець.
Додавання цибулі є предметом дискусії і частіше зустрічається, коли менемен їдять не за сніданком, а як основну страву. Деякі турецькі кухарі, як Сані Енн, наполягають на тому, що правильного менемену не можна зробити без цибулі. У 2018 році турецький харчовий критик Ведат Мілор запустив опитування у Twitter, щоб вирішити дискусію про цибулю у менемені; опитування набуло широкої популярності (проголосувало 437 657 осіб), а прихильники цибулі отримали незначну перемогу — 51 %.
Суджук можна додавати в сковороду, коли перець став м'яким. Це додає олії деякий аромат; суджук можна витягнути зі сковороди до додавання помідорів, щоб уникнути надмірного його приготування, але це не обов'язково. Яйця слід додавати коли помідори стали дуже м'якими, а суміш не занадто водянистою. Яйця можна збити разом з сіллю, перцем і будь-якими бажаними свіжими травами або додати безпосередньо у сковороду. Якщо використовується бастурма, її додають у сковороду разом з яйцями. Сир кашар (Kaşar, типу моцарели) або білий сир можна за бажанням додати поверх яєць безпосередньо перед тим, як вони закінчать готувати разом з гарніром зі свіжих пряних трав або зеленої цибулі. Зазвичай страву подають у сковороді з двома ручками, в якій її готують, відомій як сахан, разом зі свіжим хлібом.
Деякі варіанти можуть включати гриби або баранячий фарш. За смаком можна додати різні спеції, включаючи кмин, паприку, м'яту і чебрець.

## Схожі страви
- Уевос ранчерос — мексиканська страва
- Страпацада — грецький аналог
- Піперада — страва басків/гасконців/іспанців, на основі паприки
- шакшука